# Animation rubber hose
L'animation rubber hose (littéralement animation tuyau en caoutchouc) est le premier style à se standardiser dans le domaine de l'animation américaine, notamment lors de l'âge d'or de l'animation américaine. 
La caractéristique déterminante du style est les «membres de tuyaux en caoutchouc» : les bras, et parfois les jambes, sont généralement des courbes simples et fluides, sans articulation (pas de poignets ou de coudes articulés),. 
Le style tombe en désuétude dans les années 1930, mais connaît une légère revitalisation au XXIe siècle.

## Histoire

### Débuts et popularisation
Au début de l'animation dessinée à la main dans les années 1920, les principaux quartiers des studios ne sont pas à Hollywood, mais à New York. L'animation est un phénomène nouveau et il n'y a pas encore d'animateurs expérimentés ; pourtant, il y avait déjà des artistes qualifiés travaillant par exemple dans les journaux pour créer des comic strips. Beaucoup d'entre eux deviennent fascinés par l'introduction des dessins animés et les voient comme de nouvelles possibilités et défis pour utiliser leurs compétences sur quelque chose qu'ils trouvent plus excitant que les strips de quelques cases.
Pour cette raison, les premiers dessins animés présentent souvent de nombreuses similitudes avec les bandes dessinées. Les artistes expérimentent alors ce qui fonctionne et ce qui ne fonctionne pas. Dans les bandes dessinées, ils n'ont par exemple pas besoin de penser à leur travail en trois dimensions ni à leurs mouvements, mais dans le même temps cet aspect supplémentaire leur donne l'occasion d'introduire des gags et des éléments impossibles dans les images fixes comiques. De plus, parce que les dessins doivent être produits en série pour créer l'illusion du mouvement, ils doivent trouver un compromis où les personnages doivent être moins détaillés, mais en même temps suffisamment vivants et complexes. Au fur et à mesure que les animateurs acquièrent de l'expérience par essais, erreurs et collaborations, les dessins animés deviennent de plus en plus professionnels et dominés par des règles spécifiques sur la façon de les réaliser,.
Les studios doivent aussi être sensibles à toute nouvelle tendance commerciale pour survivre à la concurrence. En conséquence, le style et la conception des dessins animés les plus réussis et les plus populaires ont un grand impact sur le reste de l'industrie de l'animation. L'un des premiers exemples est celui Félix le chat, qui engendre rapidement des imitations dans les autres studios. Combiné à l'évolution naturelle de l'animation, cela aboutit à un design dominant qui est connu sous le nom de rubber hose style, malgré les différences individuelles entre les studios. William Nolan est crédité de l'introduction de ce style d'animation.

Captures de The Fox Chase (1928), représentatif de l'animation en rubber hose de l'âge d'or de l'animation américaine
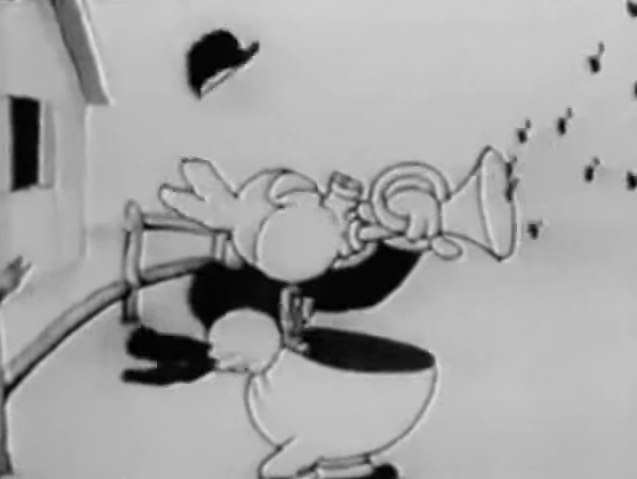
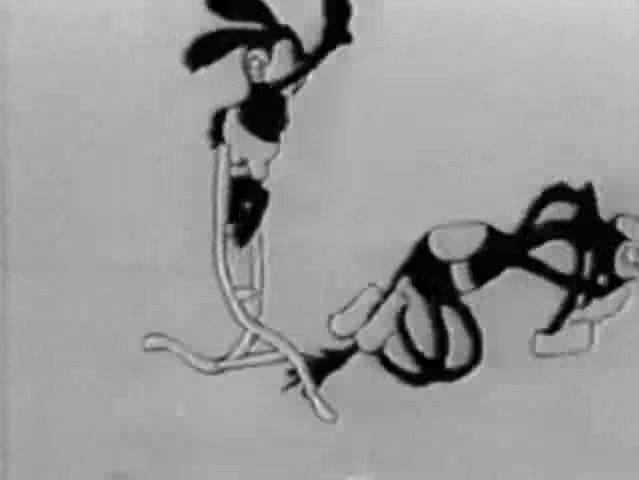
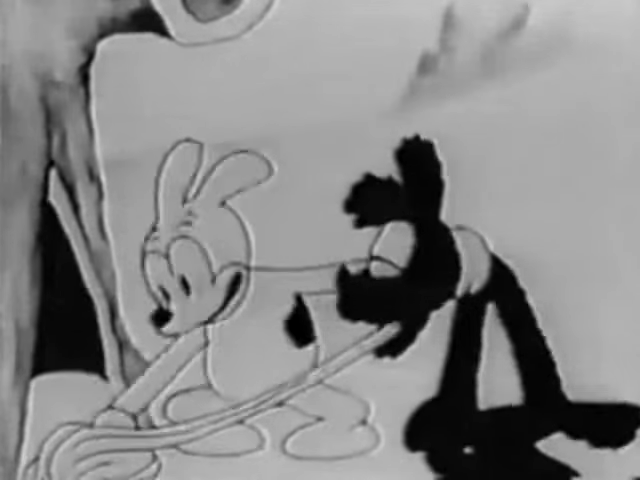
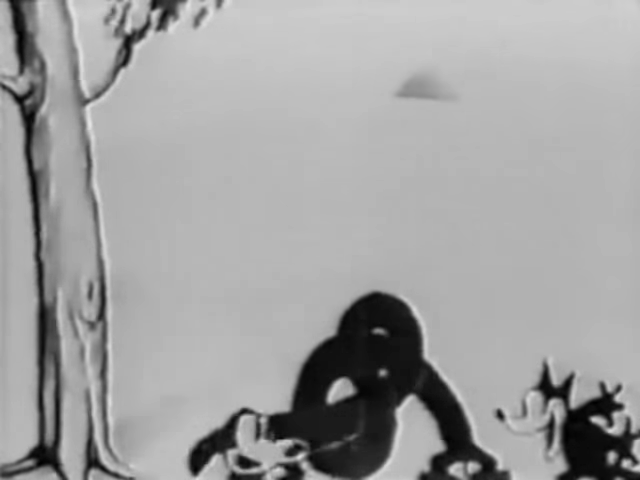

### Déclin

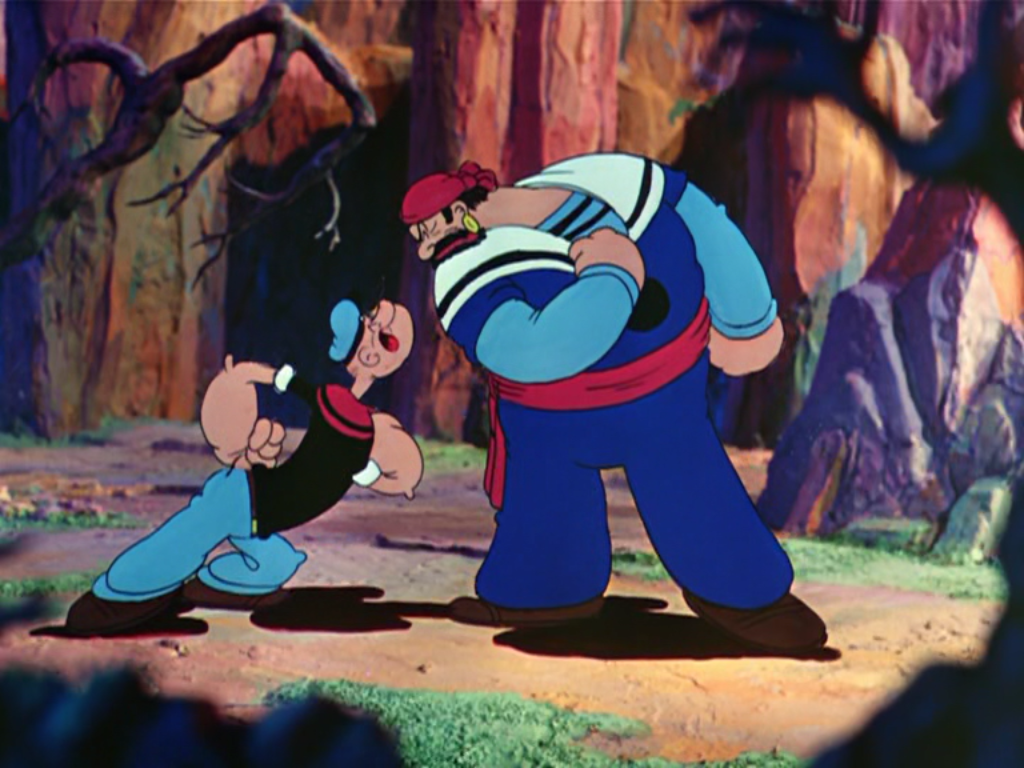
Popeye the Sailor Meets Sindbad the Sailor (1936), de Fleischer Studios.

L'animation rubber hose s'estompe progressivement au fur et à mesure que les dessins animés sont rendus plus sophistiqués, en particulier par Walt Disney. Ce dernier désire rendre ses dessins animés plus réalistes et leur faire suivre une grande partie des mêmes règles que les prises de vues réelles, une direction qui sera plus tard nommée animation complète (ou full animation). Disney considère l'animation comme un substitut potentiel à l'action en direct, où il peut faire ce qui est impossible en action réelle une fois qu'il a atteint ses exigences de réalisme. Cette direction n'autorise donc pas les corps fluides vus dans le style rubber hose et, en raison du succès de Disney, cette tendance se propage ensuite aux autres producteurs de dessins animés grâce aux demandes de leurs distributeurs hollywoodiens.
Des licences déposées du style rubber hose sont apparues dans certains dessins animés ultérieurs, notamment ceux de Tex Avery pour MGM, The Warner Siblings pour WB Animation ou Ren et Stimpy. Toutefois, le style original et son influence deviennent une partie de l'histoire de l'animation au début des années 1930 puis tombe en disgrâce au milieu des années 1930. Fleischer Studios conserve ce style le plus longtemps, se conformant finalement au style d'animation plus contemporain de la côte ouest en 1940. L'influence du style, cependant, se poursuit encore contemporainement, avec des émissions comme Adventure Time incorporant certains éléments d'animation rubber hose, ou via le jeu vidéo Cuphead puis la série animée Le Cuphead Show ! qui lui rendent pleinement hommage,.
En 2013, Walt Disney Animation Studios produit un court métrage de comédie burlesque animé en 3D en utilisant le style : Get a Horse! ,. Il présente aussi les personnages des dessins animés de l'univers de Mickey Mouse de la fin des années 1920, et présente des enregistrements d'archives de Walt Disney dans un rôle posthume en tant que Mickey Mouse,. Il s'agit aussi du premier court métrage d'animation théâtral original de Mickey Mouse depuis Runaway Brain (1995) et de la première apparition d'Oswald le lapin chanceux dans une production animée de Disney en 85 ans.